# The Signing of Peace in the Hall of Mirrors
The Signing of Peace in the Hall of Mirrors, Versailles, 28 June 1919 (Die Unterzeichnung des Friedensvertrags im Spiegelsaal, Versailles, 28. Juni 1919) ist ein Gruppenporträt von William Orpen (1878–1931), das dieser anlässlich der Pariser Friedenskonferenz 1919 angefertigt hat. Dargestellt wird der Moment der Unterzeichnung des Friedensvertrags durch die deutschen Abgesandten im Spiegelsaal von Schloss Versailles. Mit dem Friedensvertrag wurde der Erste Weltkrieg zwischen dem Deutschen Reich und den Siegermächten offiziell beendet. Das Gemälde befindet sich heute im Imperial War Museum von London.

## Vorgeschichte
William Orpen war ein irischer Maler des Post-Impressionismus, der sich die meiste Zeit in London aufhielt und dort arbeitete. Im Zeitalter Eduards VII. war er ein gefragter und kommerziell erfolgreicher Porträtmaler. 1917 wurde Orpen als einer der ersten Künstler vom Britischen Informationsministerium (Ministry of Information) als Kriegskünstler nach Frankreich an die Westfront geschickt, um das Kriegsgeschehen vor Ort in Bildern festzuhalten. Aufgrund des Erfolgs seiner Kriegsbilder erhob man William Orpen 1918 zum Knight Commander des Order of the British Empire. Nach Kriegsende wurde Orpen zum offiziellen Porträtkünstler der Pariser Friedenskonferenz 1919 ernannt. Man beauftragte ihn, drei Gemälde anzufertigen, in denen besondere Momente der Verhandlungen dargestellt werden sollten. Dies war der kostspieligste aller öffentlichen Aufträge, die mit dem Ersten Weltkrieg verbunden waren. Orpen erhielt für seine Arbeiten insgesamt 3000 £, heute etwa 190.000 £. John Singer Sargent hatte dagegen für sein deutlich größeres Gemälde Gassed nur 300 £ erhalten.

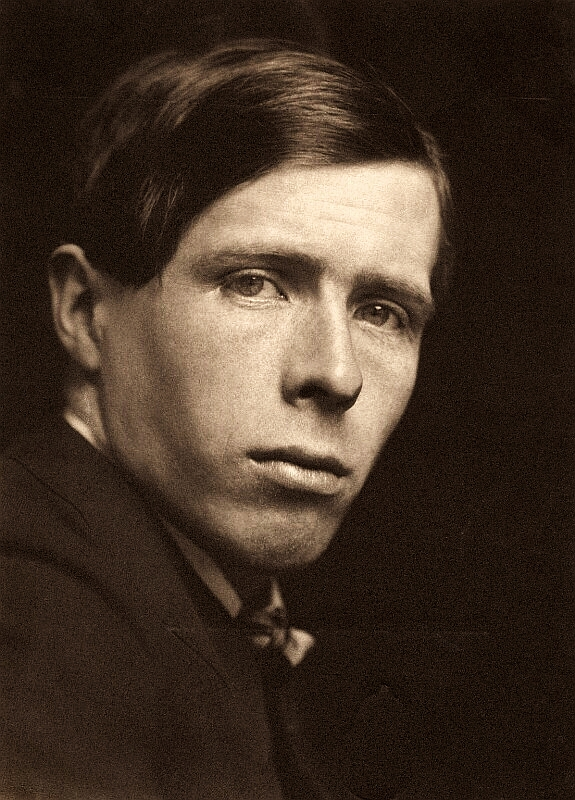
William Orpen (1903)
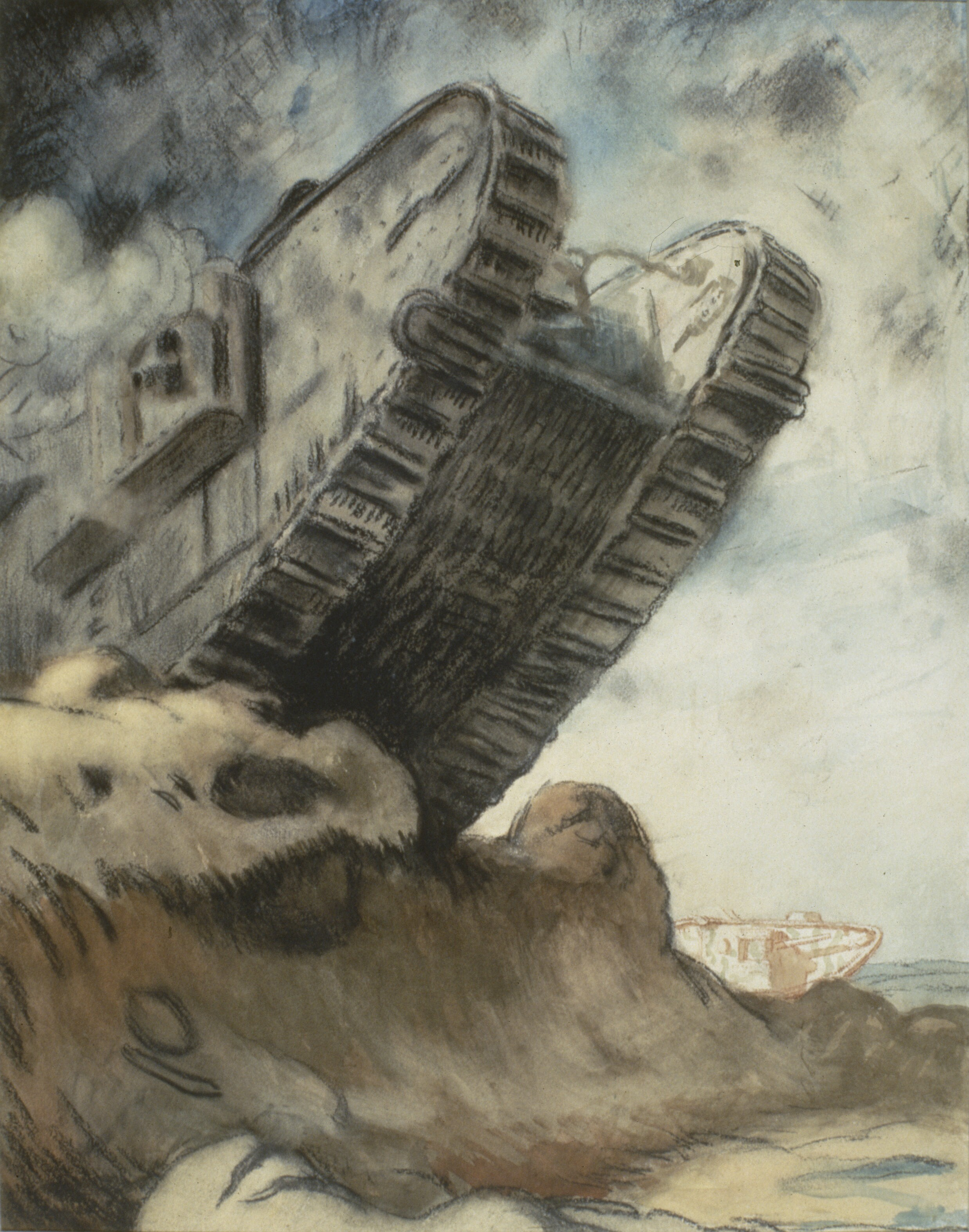
A Tank (1917)
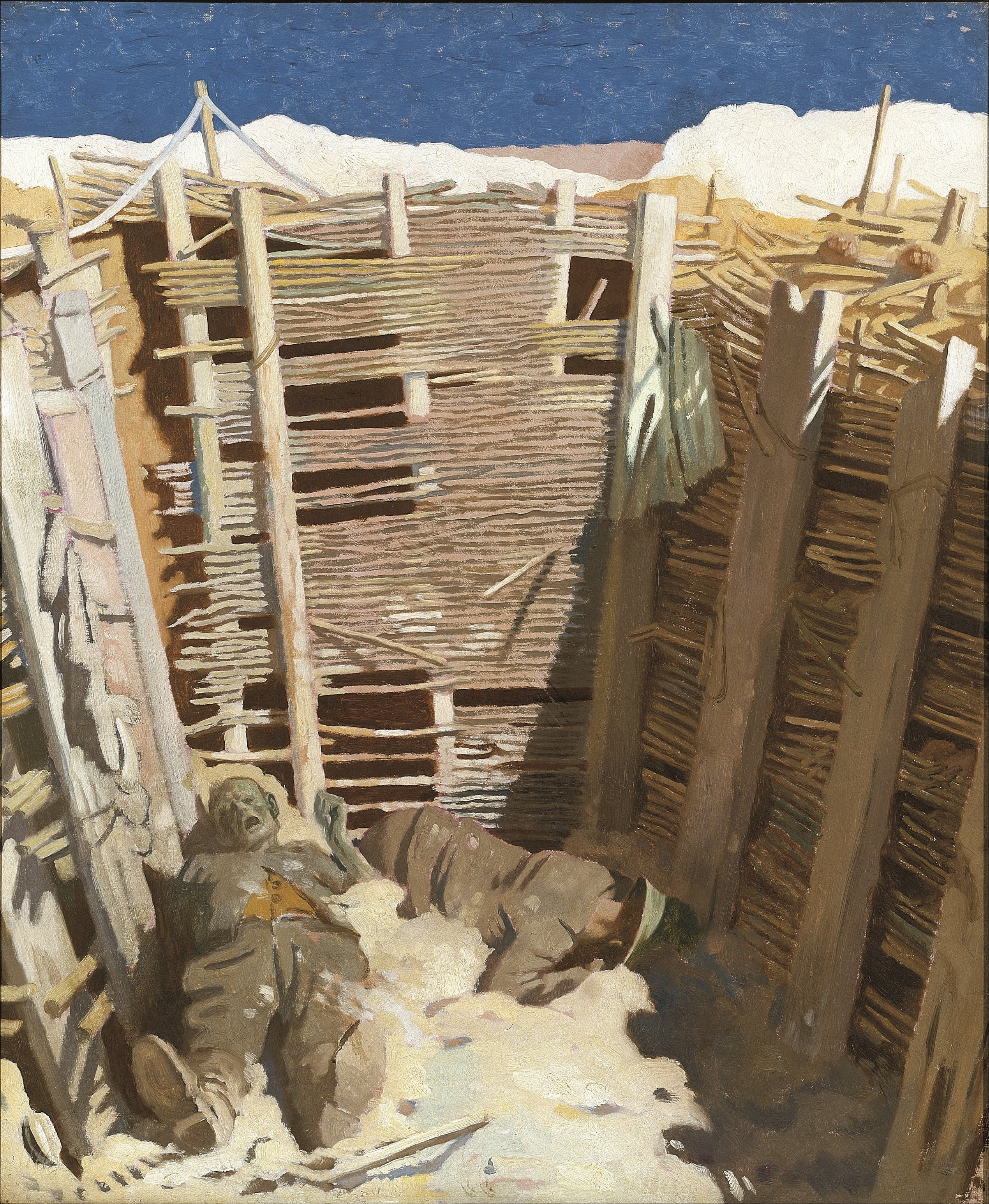
Dead Germans in a Trench (1918)

## Historischer Hintergrund
Die Pariser Friedenskonferenz vom 18. Januar 1919 bis zum 21. Januar 1920 hatte das Ziel, nach dem Ende des Ersten Weltkriegs die Friedensbedingungen festzulegen. Die Kriegsbeteiligten hatten im November 1918 einen Waffenstillstand geschlossen. Im Januar 1919 nahm die Vorkonferenz der alliierten und assoziierten Siegermächte ihre Beratungen auf. Insgesamt waren 32 Staaten beteiligt, darunter auch die britischen Dominions und Britisch-Indien. Oberstes Gremium der Friedensverhandlungen war der Rat der Vier, der sich aus den Regierungschefs von Großbritannien, Frankreich, Italien und den Vereinigten Staaten zusammensetzte.
Großbritannien hatte vor allem finanzielle Interessen, während Italien sein Gebiet vergrößern und Frankreich Sicherheit vor dem Deutschen Reich und eine Revanche für den Deutsch-Französischen Krieg wollte. Für den US-Präsidenten Woodrow Wilson war die Grundlage der Verhandlungen sein 14-Punkte-Programm, das u. a. das Selbstbestimmungsrecht der Völker, die Freiheit der Seewege und die Gründung eines Völkerbundes zum Inhalt hatte. Im ersten Teil der Verhandlungen verständigte man sich auf die Satzung des Völkerbunds, aber die nachfolgenden Verträge standen teilweise im Widerspruch zum Selbstbestimmungsrecht. Auch mit seinen Vorstellungen über die Freiheit der Meere konnte sich Wilson nicht durchsetzen. Der US-Senat verweigerte die Ratifizierung der Verträge. Daher waren die USA nie Mitglied im Völkerbund. 1921 schlossen die USA mit dem Berliner Vertrag einen Sonderfrieden mit dem Deutschen Reich, das dem Völkerbund erst 1926 beitreten durfte.
Im Mai 1919 begannen dann parallel dazu und zeitlich gestaffelt die Friedensverhandlungen mit den Mittelmächten bzw. den Nachfolgestaaten der Donaumonarchie. Insgesamt wurden im Verlauf der nachfolgenden Monate fünf Friedensverträge (Pariser Vorortverträge) geschlossen, die Gebietsabtretungen, Reparationszahlungen und die Gründung neuer Nationalstaaten regelten. Der Friedensvertrag von Versailles hatte die Bedingungen für den Friedensschluss mit dem Deutschen Reich zum Inhalt. Deutschland musste u. a. das Reichsland Elsaß-Lothringen an Frankreich, die Provinz Posen und Westpreußen an Polen abtreten. Das Saargebiet wurde für 15 Jahre der Verwaltung des Völkerbundes unterstellt. Neben massiven Rüstungsbeschränkungen wurde dem Deutschen Reich und seinen Verbündeten auch die Kriegsschuld auferlegt, womit die Alliierten die Forderung nach Reparationszahlungen begründeten. Die Bestimmungen des Versailler Vertrags reichten nicht aus, um die Großmachtstellung Deutschlands dauerhaft zu beseitigen, waren aber hart genug, um den Eindruck eines Diktatfriedens zu erwecken und das Verhältnis Deutschlands zu den Alliierten dauerhaft zu belasten.
Die Pariser Friedenskonferenz begann auf Betreiben Frankreichs am 18. Januar 1919, dem Jahrestag der deutschen Reichsgründung im Schloss Versailles von 1871. Im Spiegelsaal des Schlosses war der preußische König Wilhelm I. zum Deutschen Kaiser proklamiert worden. In diesem Saal fand am 28. Juni 1919 auch die Unterzeichnung des Versailler Vertrags statt, der den Ersten Weltkrieg zwischen dem Deutschen Reich und den Siegermächten offiziell beendete.

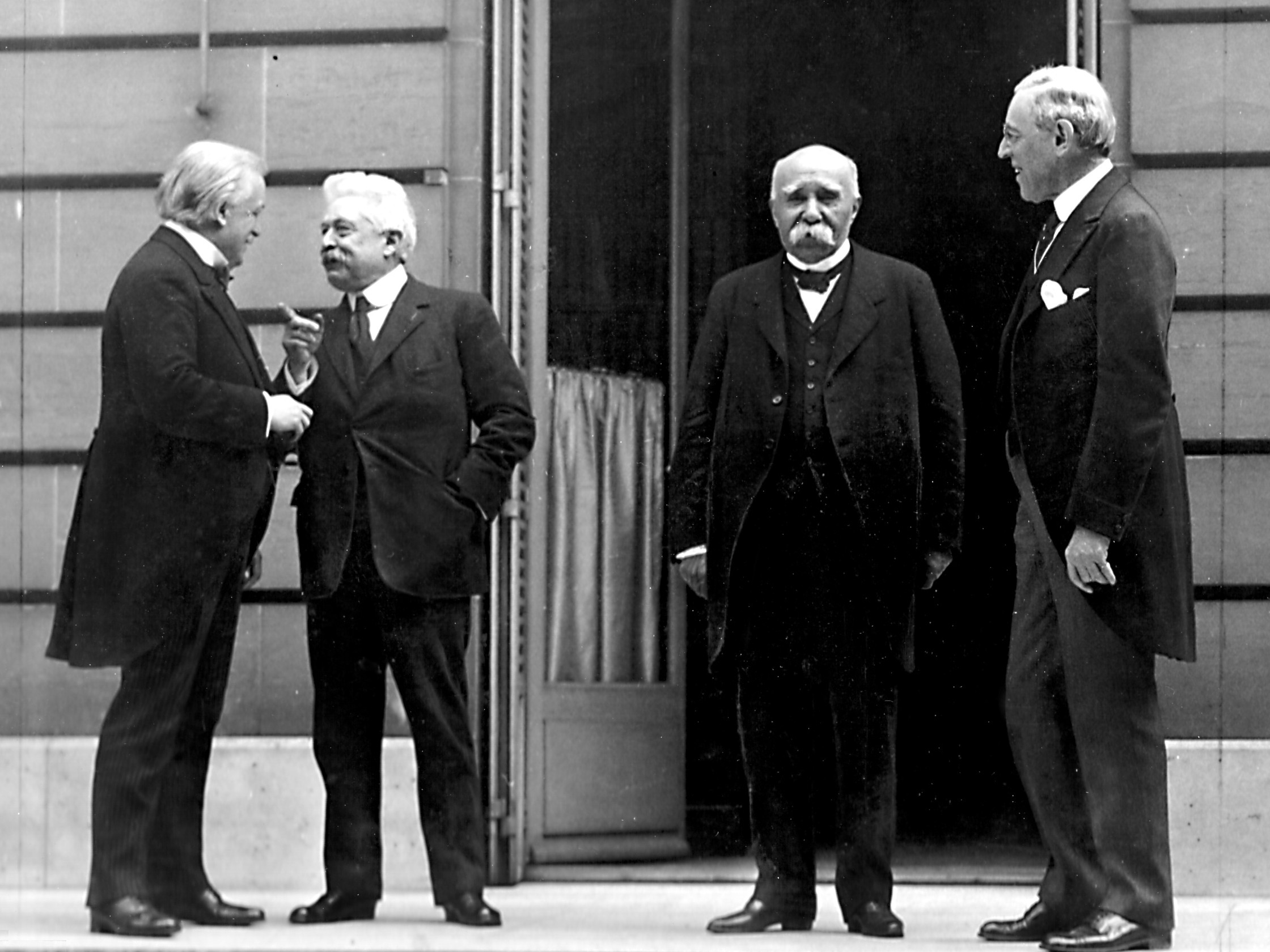
Der Rat der Vier
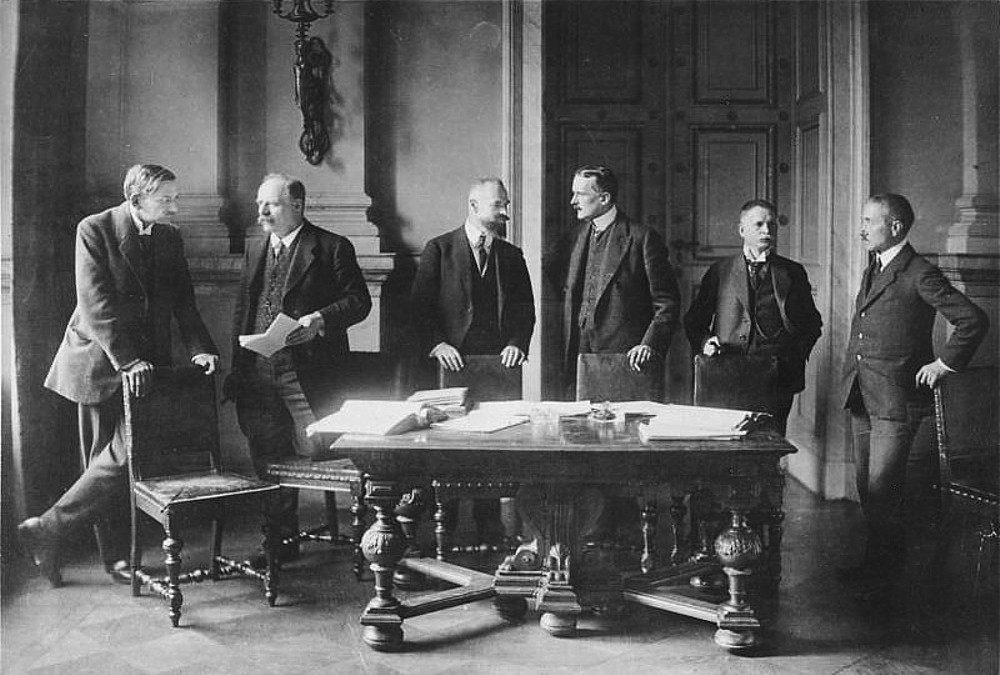
Die deutsche Delegation
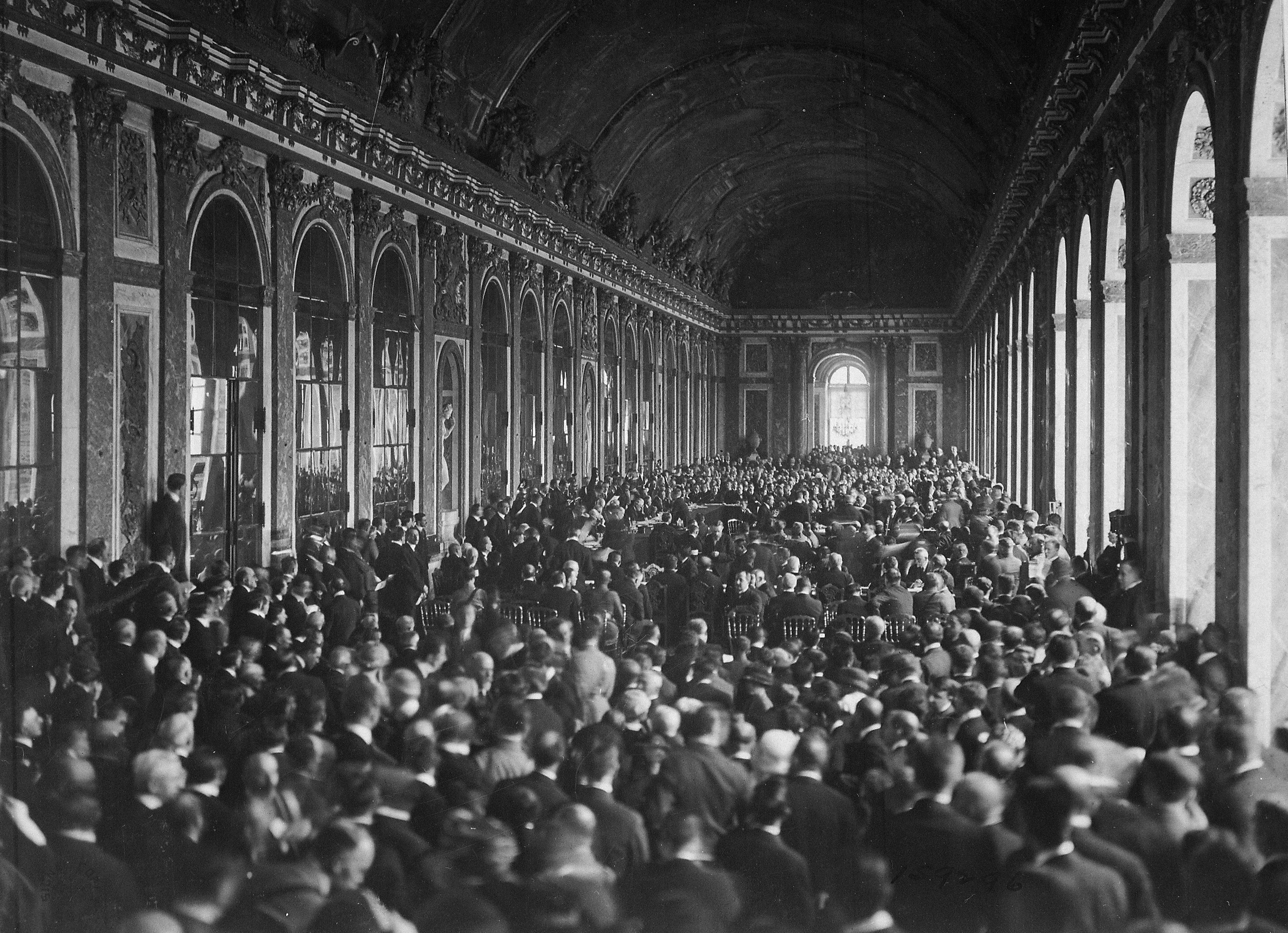
Vertragsunterzeichnung am 28. Juni 1919

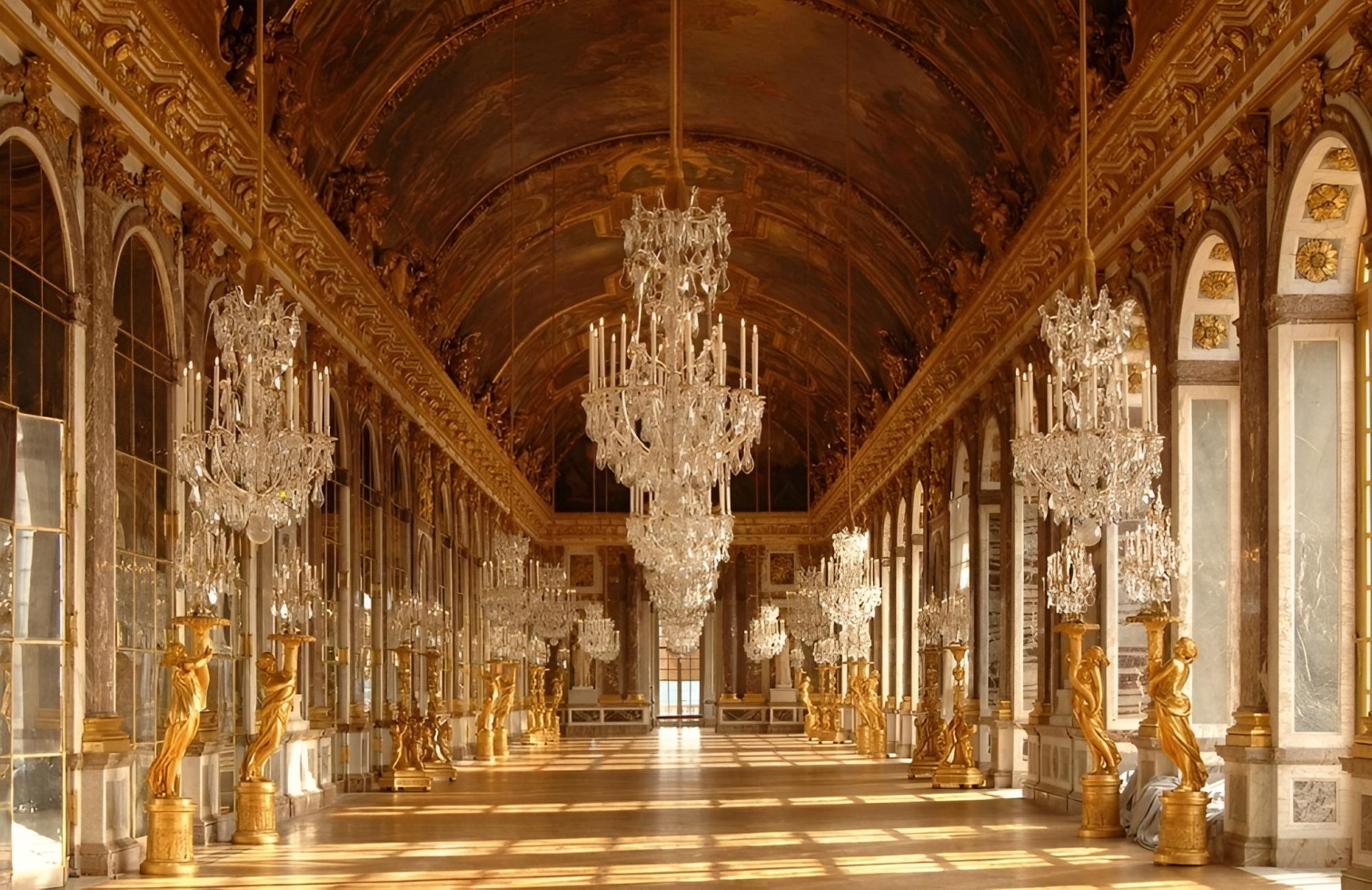
Spiegelsaal von Versailles
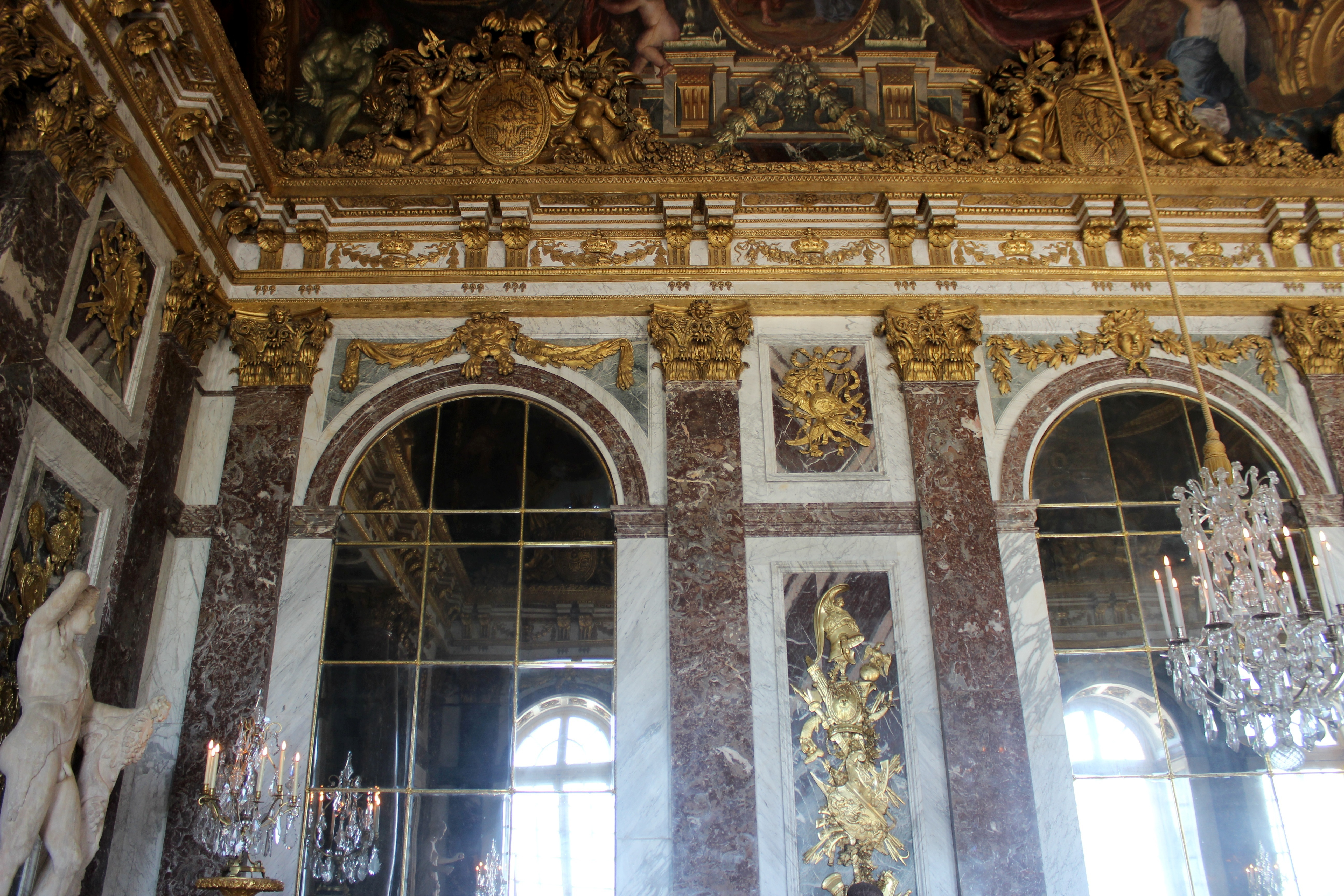
Wanddekoration
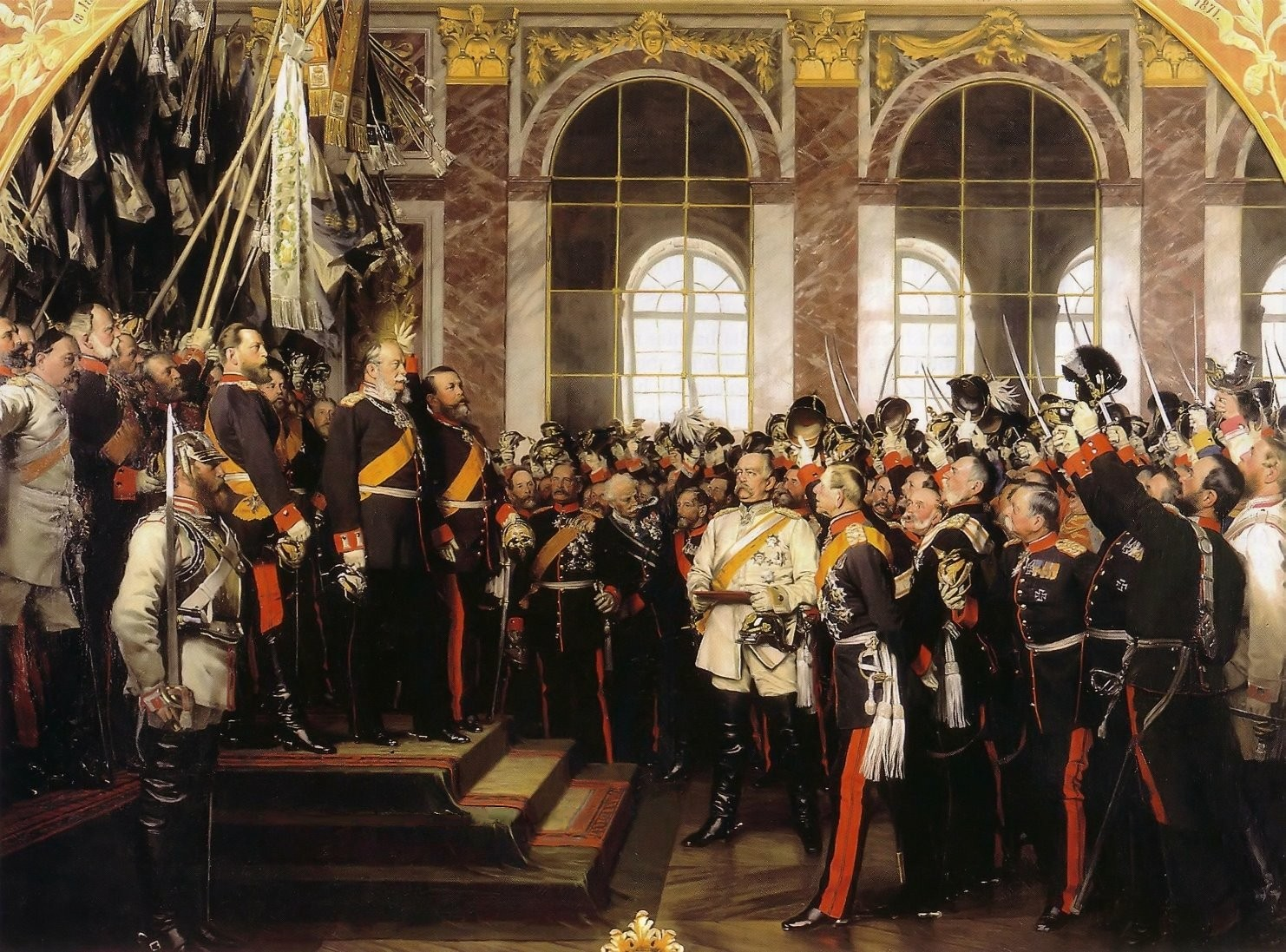
Kaiserproklamation am 18. Januar 1871

## Das Gemälde
Auf dem Gruppenporträt ist der Moment der Vertragsunterzeichnung festgehalten. Hinter einer langen Tafel aufgereiht sitzen und stehen die alliierten Politiker, die als Vertreter der siegreichen Nationen ihre Entschlossenheit, Einigkeit und politische Macht demonstrieren wollen. Im Vordergrund mit dem Rücken zum Betrachter befinden sich isoliert die beiden Vertreter der deutschen Delegation, die als Verlierer des Krieges den Siegern getrennt durch die Tafel gegenüberstehen. Den Vertrag müssen beide auf einem kleinen unbedeckten Tisch unterzeichnen, der mit einigem Abstand vor der mit grünem Stoff bedeckten Tafel der Sieger steht.
Die Szene wird allerdings nicht von den Anwesenden beherrscht, sondern von der Architektur des Spiegelsaals, den der französische König Ludwig XIV. erbauen und gestalten ließ. Durch die Pracht der Wand- und Deckengestaltung werden die Politiker auf eine Fußnote reduziert. Die Legende Le Roi gouverne par lui-même (Der König regiert allein) am oberen Bildrand steht über der Versammlung und ist ein pointierter Hinweis auf die andauernden Streitigkeiten der Konferenz über die Friedensbedingungen.
Die durch den Friedensvertrag vermeintlich neugeordnete Welt wird in den Spiegeln verzerrt und gebrochen dargestellt, ohne dass die Anwesenden davon Kenntnis haben. Da die Spiegel zueinander schief sind, sieht man auch zweimal die Reflexion des Künstlers, der nur in dunklen Umrissen erkennbar ist. Die gebückte Gestalt rechts neben ihm ist die Spiegelung des deutschen Vertreters aus dem Bildvordergrund. Bemerkenswert ist die vollkommene Abwesenheit anderer Beobachter. Niemand außer dem Künstler scheint die Szene zu verfolgen. Historische Fotoaufnahmen zeigen bei der Unterzeichnung allerdings einen überfüllten Saal mit zahlreichen Beobachtern. Orpen vermittelt den Eindruck, dass der würdevolle Akt eine bloße Inszenierung ist, da die persönlichen Eitelkeiten und Rivalitäten der Beteiligten noch immer präsent erscheinen.

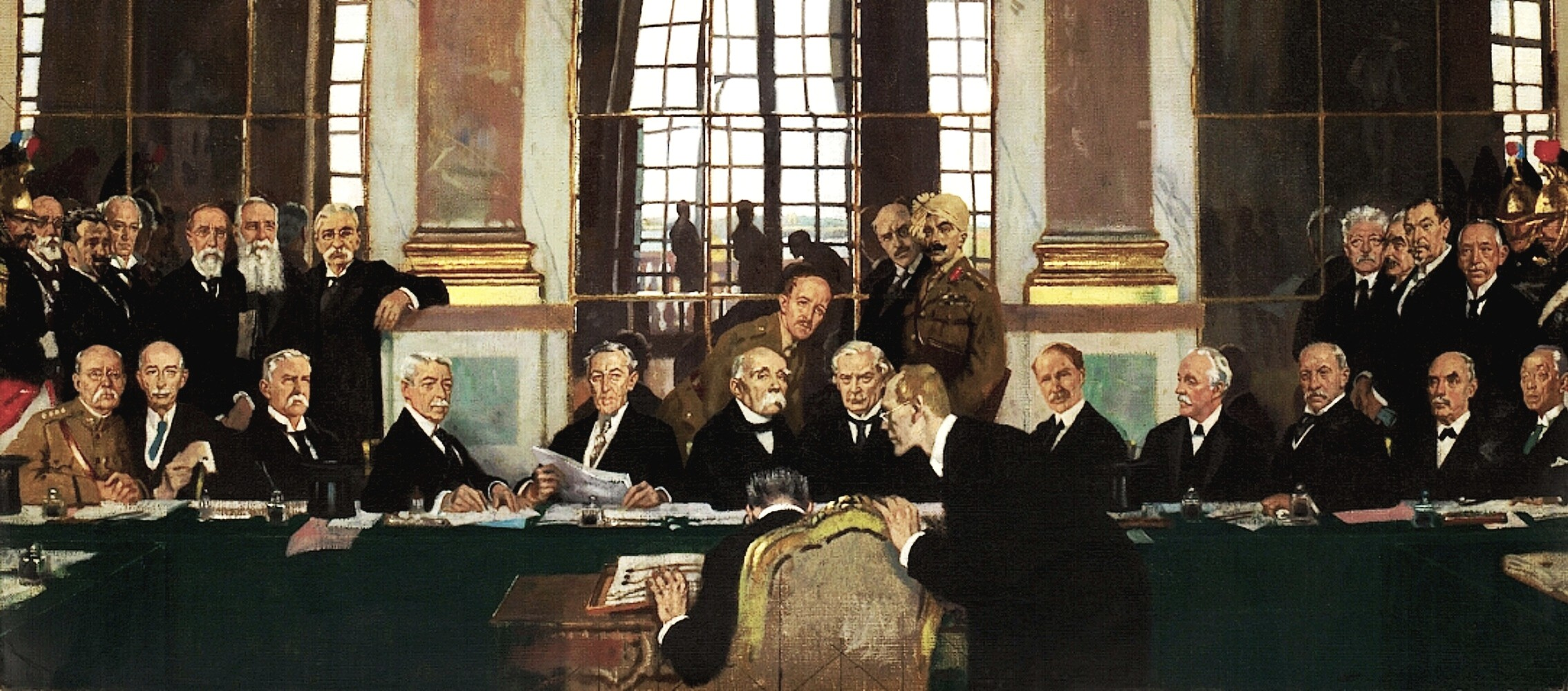
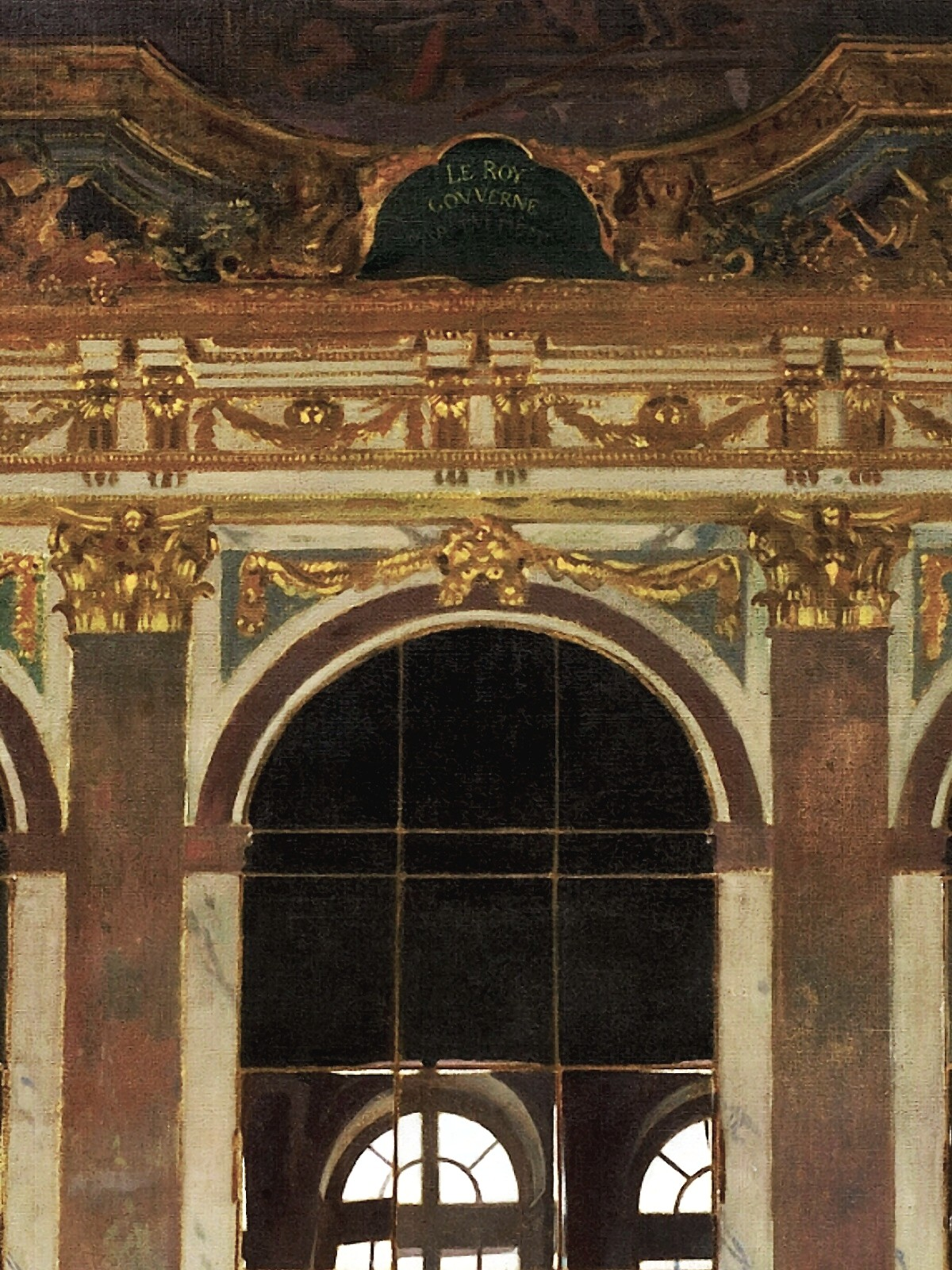
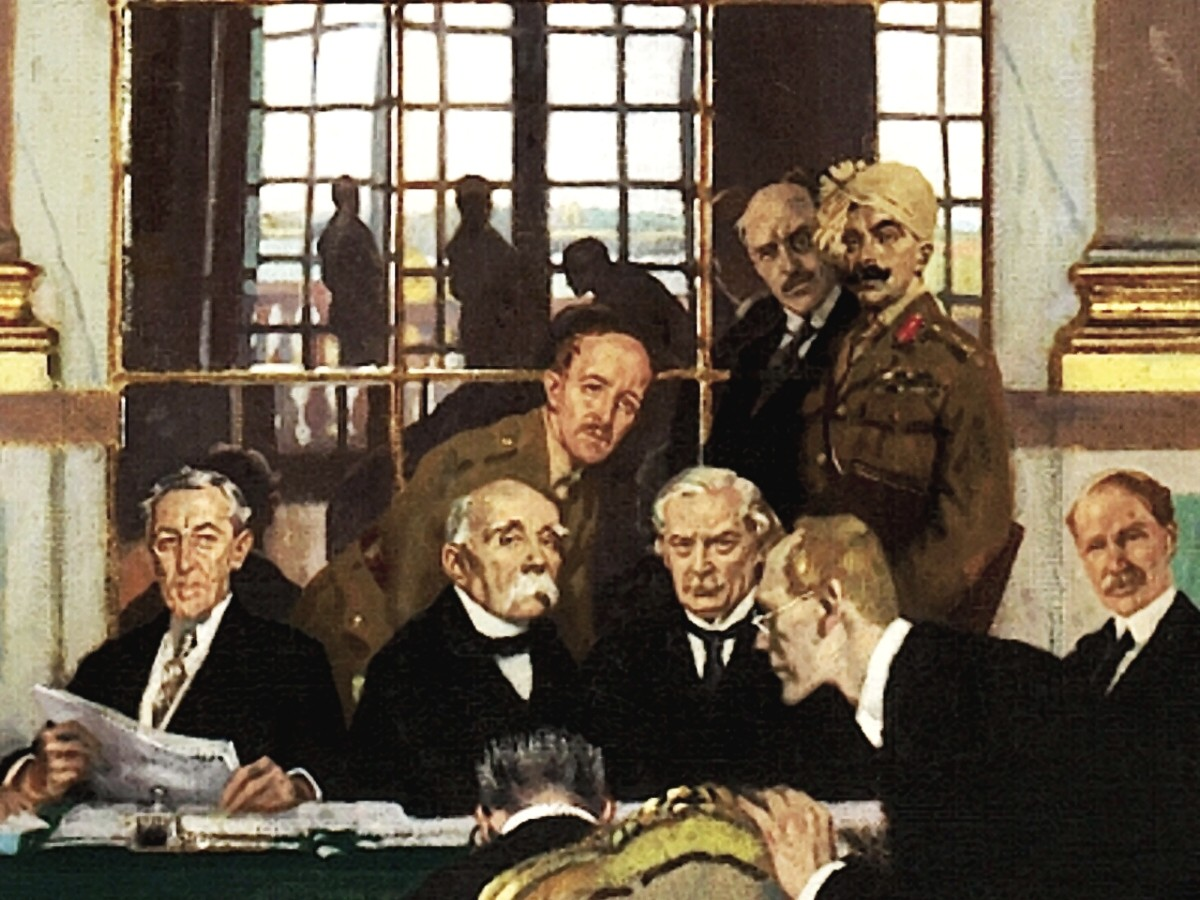

## Dargestellte Personen

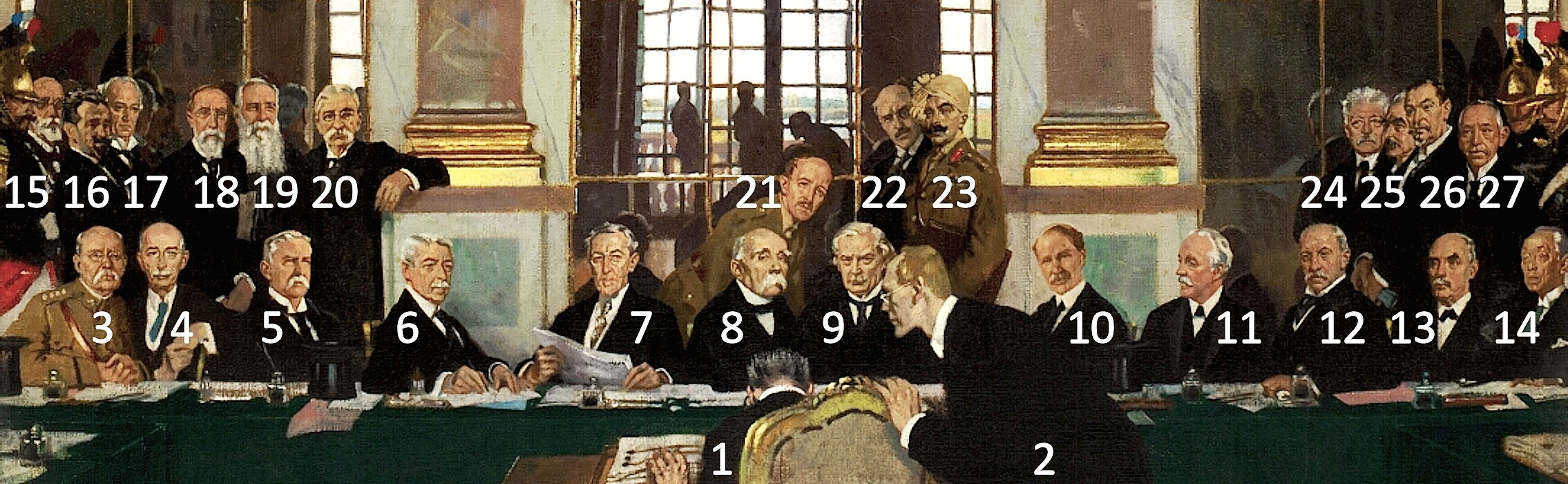
Detail aus dem Gruppenporträt

1. Johannes Bell (1868–1949) war ein Politiker der Deutschen Zentrumspartei, 1919 Reichskolonialminister und Reichsverkehrsminister im Kabinett Bauer. Er unterzeichnete zusammen mit Hermann Müller für das Deutsche Reich den Versailler Friedensvertrag. Die Parteien der politischen Rechten setzten ihn daraufhin in den Folgejahren unter erheblichen Druck.
2. Hermann Müller (1876–1931) war von 1919 bis 1928 einer der Vorsitzenden der SPD und unterzeichnete als Reichsminister des Auswärtigen den Friedensvertrag. Für Müller waren die Bedingungen kaum erträglich, aber eine Unterzeichnung nach Lage der Dinge unvermeidlich. In den 1920er Jahren war Müller zweimal Reichskanzler des Deutschen Reiches. Die Revision des Vertrages gehörte zu seinen außenpolitischen Zielen.
3. General Tasker H. Bliss (1853–1930) war von 1917 bis 1918 Generalstabschef der Armee der Vereinigten Staaten und ab 1917 ständiger Repräsentant im Alliierten Obersten Kriegsrat. Er nahm als Generalmajor und Diplomat an der Pariser Friedenskonferenz teil und gehörte zu den Mitunterzeichnern des Versailler Vertrags für seine Nation.
4. Edward Mandell House (1858–1938) war ein US-amerikanischer Diplomat und der wichtigste außenpolitische Berater von Präsident Woodrow Wilson. Er hatte 1915 vergeblich versuchte, einen Verständigungsfrieden zwischen den Kriegsparteien herbeizuführen. 1918 war House gemeinsam mit Walter Lippmann maßgeblich beteiligt am Entwurf von Wilsons 14-Punkte-Programm.
5. Henry White (1850–1927) war ein US-amerikanischer Diplomat und trat wie auch Präsident Woodrow Wilson zunächst für die Neutralität der Vereinigten Staaten ein. Erst nach der Erklärung des totalen U-Boot-Kriegs durch Deutschland rückte er von dieser Haltung ab. Nach dem Waffenstillstand 1918 wurde er zu einem der fünf US-Vertreter auf der Pariser Friedenskonferenz ernannt.
6. Robert Lansing (1864–1928) war von 1915 bis 1920 US-Außenminister (Secretary of State) und vertrat bereits früh den Standpunkt, dass die USA gegen Deutschland in den Krieg eintreten müssen, da das Deutsche Reich nach der Weltherrschaft strebe. Später wurde Lansing Chef der amerikanischen Delegation bei der Pariser Friedenskonferenz. Wilsons Idee des Völkerbundes unterstützte er jedoch nicht, weshalb er 1920 zurücktreten musste.
7. Woodrow Wilson (1856–1924) war von 1913 bis 1921 der 28. Präsident der Vereinigten Staaten und führte 1917 die USA in den Ersten Weltkrieg auf Seiten der Alliierten Mächte. Als Grundlage der Friedensverhandlungen schlug er ein 14-Punkte-Programm vor. Auf seine Initiative geht die Gründung des Völkerbundes zur Verhinderung weiterer Kriege zurück. 1919 wurde ihm der Friedensnobelpreis verliehen.
8. Georges Clemenceau (1841–1929) war von 1906 bis 1909 und von 1917 bis 1920 französischer Premierminister der Dritten Republik und von 1917 bis 1920 auch Kriegsminister. Er befürwortete auf der Friedenskonferenz eine harte Politik gegenüber dem Deutschen Reich, forderte die Abtretung von Elsass-Lothringens, des Saargebiets und des Rheinlands und bestand auf umfangreichen Reparationszahlungen.
9. David Lloyd George (1863–1945), von 1916 bis 1922 britischer Premierminister, vertrat auf der Pariser Friedenskonferenz eine vermittelnde Position zwischen Woodrow Wilson und Georges Clemenceau. Er trat für eine politische Bestrafung Deutschlands ein, wollte das Deutsche Reich aber nicht territorial zerstückeln oder wirtschaftlich dauerhaft schädigen.
10. Andrew Bonar Law (1858–1923) war von 1911 bis 1915 Oppositionsführer im Unterhaus, von 1915 bis 1916 Kolonialminister (Secretary of State for the Colonies), von 1916 bis 1919 Schatzkanzler (Chancellor of the Exchequer) und von 1919 bis 1921 Lordsiegelbewahrer (Lord Keeper of the Privy Seal). Er gehörte zu den Unterzeichnern des Friedensvertrags von Versailles und war von 1922 bis 1923 britischer Premierminister.
11. Arthur James Balfour (1848–1930) war von 1902 bis 1905 britischer Premierminister, von 1915 bis 1916 Erster Lord der Admiralität (First Lord of the Admiralty) und von 1916 bis 1919 Außenminister (Secretary of State for Foreign Affairs). Von ihm stammt die Balfour-Deklaration von 1917, die dem jüdischen Volk in Palästina eine nationale Heimstätte zusicherte. Er gehörte zur britischen Delegation bei den Friedensverhandlungen.
12. Alfred Milner, 1. Viscount Milner (1854–1925) war von 1918 bis 1919 Kriegsminister im Kabinett von Lloyd George. 1919 wurde er Kolonialminister (Secretary of State for the Colonies). In dieser Funktion nahm er an der Pariser Friedenskonferenz teil und gehörte zu den Unterzeichnern des Friedensvertrags von Versailles.
13. George Nicoll Barnes (1859–1940) gehörte von 1916 bis 1920 dem Kabinett der Regierung Lloyd George an, zuerst als Pensionsminister (Minister of Pensions), später als Minister ohne Geschäftsbereich. Er gehörte zur britischen Delegation bei den Friedensverhandlungen und unterzeichnete den Friedensvertrags von Versailles.
14. Saionji Kimmochi (1849–1940), war ein japanischer Staatsmann und bis 1912 zweimal Premierminister Japans. Nachdem sich Japan am Ersten Weltkrieg auf Seiten der Alliierten beteiligt hatte, zählte Japan zu den Siegermächten. Kimmochi war der Leiter der japanischen Delegation bei der Pariser Friedenskonferenz, auf der sich Japan diskriminiert fühlte und sich allmählichen vom Westen abwand.
15. Eleftherios Venizelos (1864–1936), mehrfacher Premierminister in Griechenland, versuchte im Ersten Weltkrieg die Idee eines Groß-Griechenlands (Megali Idea) an der Seite der Entente zu verwirklichen. Im Vertrag von Sèvres von 1920 erreichte Venizelos eine bedeutende Erweiterung des griechischen Staatsgebietes, die durch die Niederlage im Griechisch-Türkischen Krieg (1919–1922) wieder zunichtegemacht wurde.
16. Afonso Costa (1871–1937), einer der wichtigsten Politiker der ersten portugiesischen Republik, war Justizminister, mehrfach Finanzminister und insgesamt dreimal Regierungschef. Er führte Portugal 1916 auf Seiten der Triple Entente in den Ersten Weltkrieg und vertrat sein Land auf der Pariser Friedenskonferenz. 1926 war er Präsidenten der Völkerbundversammlung.
17. George Riddell, 1. Baron Riddell (1865–1934), ein britischer Rechtsanwalt und Zeitungsverleger, war ein enger Vertrauter von David Lloyd George und vermittelte während des Ersten Weltkriegs zwischen der britischen Regierung und der Presse. Er vertrat bei den Friedensverhandlungen die britischen Presseorgane.
18. George Eulas Foster (1847–1931), kanadischer Wirtschaftsminister im Kabinett von Premierminister Robert Borden, vertrat das Dominion Kanada auf der Pariser Friedenskonferenz. Bei der ersten Vollversammlung des Völkerbundes von 1920 bis 1921 war er Vorsitzender der kanadischen Delegation.
19. Nikola Pašić (1845–1926), von 1904 bis 1918 mit Unterbrechungen Premierminister des Königreichs Serbien, führte sein Land erfolgreich durch zwei Balkankriege und den Ersten Weltkrieg. Maßgeblichen Anteil hatte er an der Korfuer Deklaration 1917, in der ein gemeinsames Königreich der Serben, Kroaten und Slowenen zum Ziel erklärt wurde. Auf der Pariser Konferenz führte er die Delegation dieses 1918 geschaffenen Königreiches an.
20. Stéphen Pichon (1857–1933), französischer Politiker und von 1906 bis 1911 und von 1917 bis 1920 Außenminister im Kabinett von Clemenceau, war maßgeblich an den Pariser Friedensverhandlungen beteiligt, aus denen neben dem Versailler Friedensvertrag auch die anderen Pariser Vorortverträge hervorgingen.
21. Maurice Hankey (1877–1963) war in der Regierung Lloyd George ab 1916 Sekretär des britischen Kriegskabinetts (War Cabinet) und des imperialen Kriegskabinetts (Imperial War Cabinet), in dem Repräsentanten aus den britischen Kolonien und Dominions vertreten waren. In dieser Funktion nahm er an den Pariser Friedensverhandlungen teil. Hankey gilt als einer der Erfinder der Panzerwaffe.
22. Edwin Samuel Montagu (1879–1924) war zwischen 1917 und 1922 Staatssekretär für Indien (Secretary of State for India) und stellte das bisherige britische Dogma in Frage, Inder seien zur Selbstregierung unfähig. Montagu war Gegner der Balfour-Deklaration und hielt im Kabinett eine leidenschaftliche Rede gegen den Inhalt der Erklärung. Auf der Pariser Konferenz führte er die indische Delegation an.
23. Ganga Singh (1880–1943), Maharadscha von Bikaner, war Generalmajor der britisch-indischen Armee, kämpfte in Ägypten und Palästina gegen die Türken und war Mitglied des imperialen Kriegskabinetts (Imperial War Cabinet). Auf der Pariser Friedenskonferenz vertrat er das Kaiserreich Indien und war der einzige farbige Teilnehmer.
24. Vittorio Emanuele Orlando (1860–1952) war von 1917 bis 1919 Präsident des Ministerrats des Königreichs Italien. Er gehörte zum Rat der Vier, dem obersten Gremium der Pariser Friedenskonferenz. Aufgrund seiner schwachen politischen Position und seinen mangelnden Englischkenntnissen spielte Orlando nur eine untergeordnete Rolle und konnte den Anspruch Italiens auf das im Londoner Vertrag von 1915 zugesicherte Dalmatien nicht durchsetzen.
25. Paul Hymans (1865–1941), ein belgischer Politiker, wurde 1915 zum Sonderbeauftragten bei der britischen Regierung in London ernannt. 1917 übernahm er den Posten des Wirtschaftsministers und Anfang 1918 den des Außenministers in der belgischen Regierung. Er führte die belgische Delegation bei der Pariser Friedenskonferenz und wurde 1920 erster Vorsitzender des Völkerbunds.
26. Louis Botha (1862–1919) war von 1910 bis 1919 der erste Premierminister der Südafrikanischen Union. Er unterstützte Großbritannien durch Truppenentsendungen nach Deutsch-Südwestafrika, später nach Ostafrika und an die Westfront. Er war als Vertreter des Dominion Südafrika an den Verhandlung über den Versailler Friedensvertrag beteiligt.
27. Billy Hughes (1862–1952) war von 1915 bis 1923 Premierminister von Australien. Er sprach sich auf der Reichskonferenz (Imperial conference) von 1916 für eine engere Zusammenarbeit im britischen Weltreich aus und wurde damit ein Wegbereiter des Commonwealth of Nations. An den Pariser Friedensverhandlung nahm er als Vertreter Australiens teil.

## Weitere Gemälde aus der Serie
William Orpen fertigte als offizieller Porträtkünstler der Pariser Friedenskonferenz noch zwei weitere Bilder an:

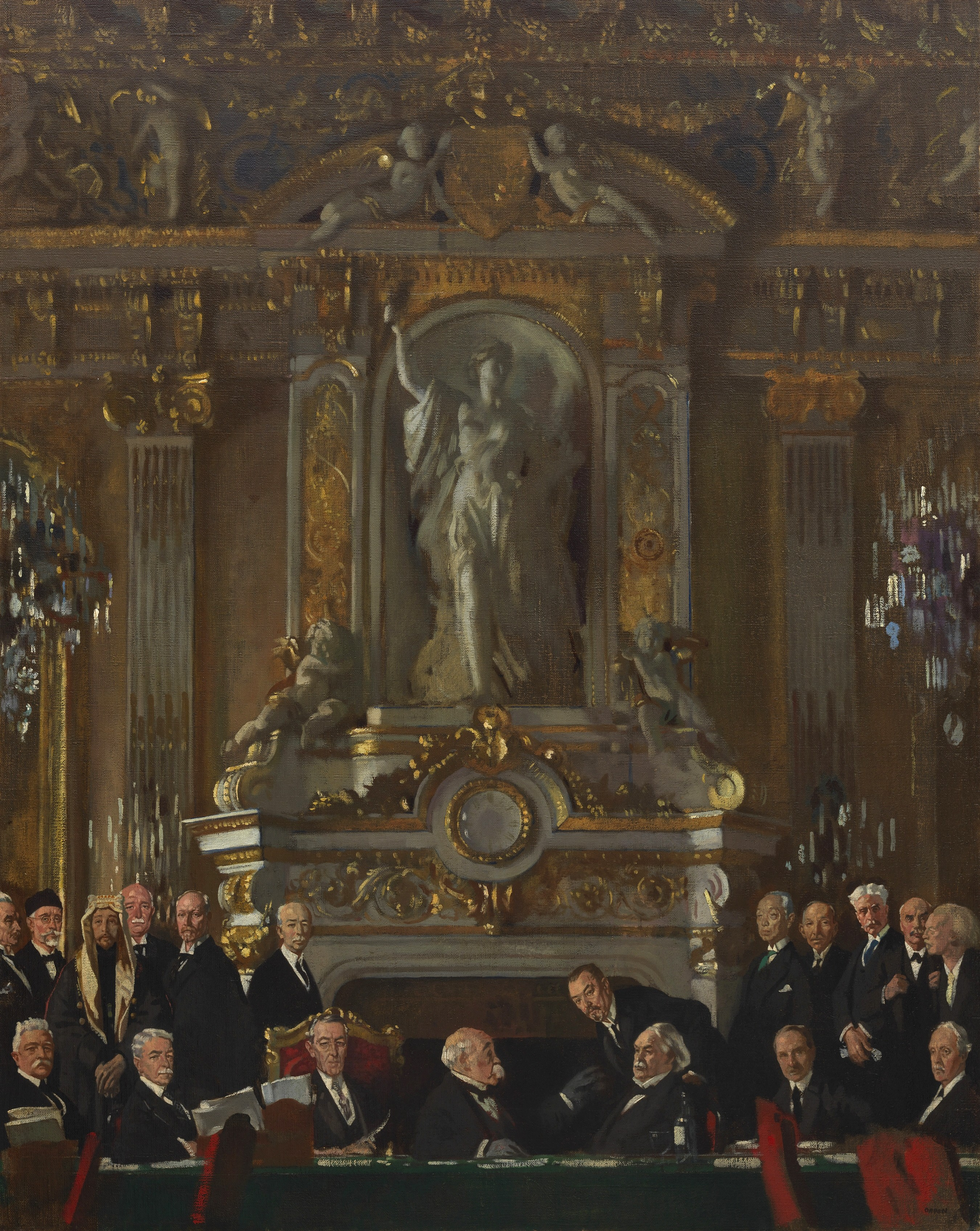
A Peace Conference at the Quai d’Orsay
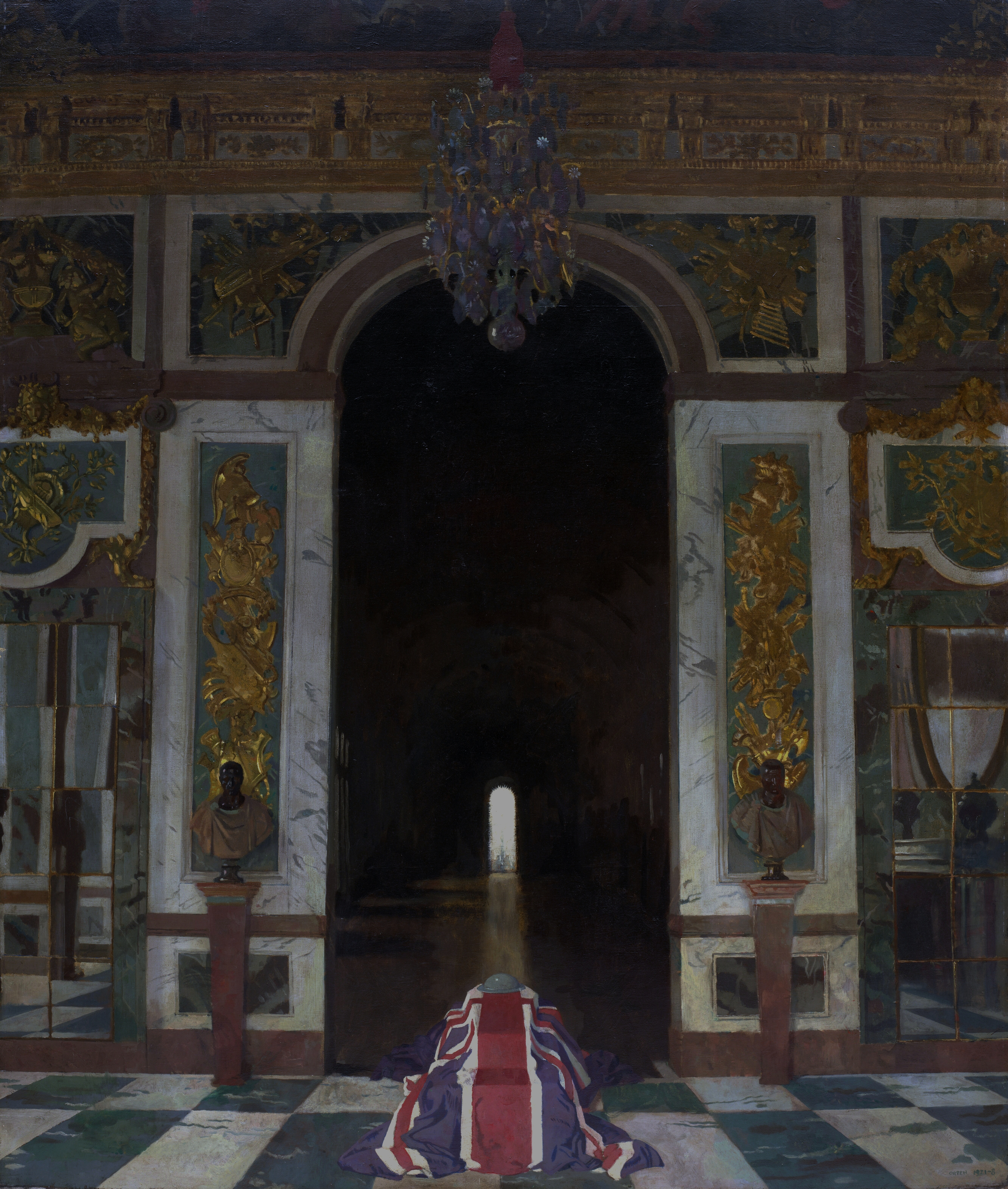
To the Unknown British Soldier in France